# Russell Floyd
Russell Floyd (Croydon, 1962) is een Engels acteur.
Van 1996 tot 1999 vertolkte Floyd de rol van Michael Rose in de BBC-soap EastEnders. Hij is vooral bekend van zijn rol als DC Ken Drummond in de ITV-dramareeks The Bill. Hij speelde DC Drummond van 2002 tot 2005, maar speelde in 1993 al eens een gastrol in de reeks. Daarnaast deed hij enkele gastoptredens in verschillende series, waaronder Dream Team, Doctors & Casualty.
Floyd is vooral actief in het theater, waar hij zowel in moderne en klassieke toneelstukken als in musicals meespeelde. Hij trad vooral op met de Royal Shakespeare Company en het Royal National Theatre. Tegenwoordig schrijft hij zelf toneelstukken.
In 2009 speelde hij in twee verschillende theaterproducties mee, namelijk Maggies End in het Shaw Theatre in Londen (april) en in The Bullet in The Open House in Brighton (mei).
Floyd lijdt aan astma.